# ZMC-2
ZMC-2
飛行中のZMC-2を左から見る
- 用途：実験・実証機
- 分類：全金属飛行船
- 製造者：デトロイト・エアクラフト社
- 運用者： アメリカ合衆国（アメリカ海軍）
- 初飛行：1929年8月19日
- 生産数：1
- 退役：1941年
- 運用状況：解体済み

ZMC-2は、金属製の船体を有する全金属飛行船である。アメリカ合衆国のエアクラフト・ディベロプメント社が開発し、アメリカ海軍が運用した。グロッセ・アイル海軍航空基地で1928年に建造が始まり、1929年に初飛行した。ZMC-2の船体は、流線型で前方が太く船尾側が細長いティアドロップ（涙滴）形で、外壁にはアルクラッド材が用いられた。全長149フィート5インチ（約45.5メートル）、最大直径52フィート8インチ（約16.1メートル）で、総体積202,200立方フィート（約5,726立方メートル）だった。
アメリカ・ニュージャージー州のレイクハーストを拠点として実験や実証用途で12年間運用され、1941年に解体された。総飛行回数は752回、総飛行時間は2,265時間、総飛行距離は80,000マイル（約128,747キロメートル）で、世界唯一の実用的な全金属飛行船だった。

## 開発の経緯
ZMCとはZeppelin Metal Clad（ツェッペリン・メタル・クラッド：金属の外殻をもつ硬式飛行船の意味）の略である。ZMC-2は、デトロイト・エアクラフト社の1部門であるエアクラフト・ディベロプメント社によって開発された。ZMC-2の開発を指導したのはラルフ・アップソンである。彼は、エンジニアで気球乗りでもあり、気球レースのゴードン・ベネット・カップでの優勝経験もあった。1922年頃からアップソンと同社は、これまでにない斬新な飛行船の可能性を模索していた。飛行船は、その船体内に空気より軽い浮揚ガスを封入することで静的浮力を得る航空機である。アップソンらが構想したのは浮揚ガスを封入する船体を金属で構成する飛行船であり、全金属飛行船またはメタルクラッド飛行船と呼ばれるものだった。

ヘンリー・フォードとエドセル・フォード、ゼネラルモーターズのチャールズ・ケタリング、アレックス・ダウ、ウィリアム・B・スタウトらの支援を得たアップソンは、カール・フリッチェとともにデトロイト・エアクラフト社を設立した。1925年、アメリカ海軍のグロッセ・アイル海軍航空基地の一角に、全金属飛行船を建造するための専用の格納庫が建設された。この格納庫は、高さと幅がそれぞれ120フィート（約36.6メートル）、長さが180フィート（約54.9メートル）の大きさであった。試作機に続く全金属飛行船の建造計画もあったため、格納庫は将来拡張できるようになっていた。
全金属飛行船の実現に向けて、船体の気密性の確保方法、軽量化、腐食対策、振動対策、そして建造方法などについて研究が進められた。全金属飛行船は、金属の骨格で船体形状を保持する点は従来の硬式飛行船と同じであったが、船体外壁を布張りとしていた硬式飛行船とは構造部材への荷重のかかり方が大きく異なっていたため、基礎研究が行われた。試験機として、ジュラルミンを船体に用いたZMC-1が制作された。船体外壁のジュラルミンの厚さは0.008インチ（約0.2ミリメートル）で、当時この薄さの腐食特性は未知であった。そこで、ZMC-1により6か月間の暴露試験が実施され、腐食特性や脆化特性が調査された結果、ジュラルミンは安全な材料とは言えないことが判明した。ジュラルミンは腐食の影響を受けやすく、海軍飛行船の運用環境において想定される塩害に特に弱かった。
その後の研究の結局、船体外壁にはアルクラッド材を採用することとなった。アルクラッド材とは、強いジュラルミン系合金を心材として、表面に純アルミニウムの薄い層を圧着、被覆して心材の耐食性不良を補完した合板である。アルクラッド合金の不利な点は、アルミニウム板よりも厚くなることで、飛行船の重量が当初想定より数百ポンド（100ポンドは約45キログラム）重くなった。

## 建造
ZMC-1などによる入念な研究を経て、1928年にZMC-2の建造が始まった。ZMC-2は、アメリカ合衆国においてアルクラッド材を使用した最初の航空機となった。
ZMC-2の船体を組み立てるため、デトロイト・エアクラフト社の一部門であるアヴィエーション・ツール社によって特注の自動リベット接合装置が開発された。この接合装置は巨大なミシンのように動作するもので、アメリカ海軍航空工廠からZMC-2建造のため移籍してきたエドワード・ヒルが考案した。1928年3月7日、ZMC-2建造のためリベット接合装置が稼働し始めた。リベット装置は、リールからアルミニウム製の小さいワイヤを3本送り出し、それらを上下互い違いに編み込んでリベット止めし、幅約0.25インチ（約6ミリメートル）の網目を作っていった。リベット装置は、理論上は1時間あたり50フィート（約15メートル）の網目を製造できるはずだったが、実際には、平均10フィート（約3メートル）かそれを少し超える程度の製造速度だった。リベット装置によって、手作業だと128人分かかるリベット打ちを2人でこなすことができた。
船体は、前後2分割して製造された。船体外壁は、厚さ0.24ミリメートルのアルクラッド材の薄板で構成された。薄板は扇型に加工され、その端同士をリベット接合することで輪のような形状が作られた。そして、その輪を隣の輪とリベットで繋ぎ合わせて船体が構成された。船体の建造は前後に2分割されて行われ、それぞれ船首・船尾側から進められた。建造中の船体は横倒しにして天井から吊り下げられており、製造が進むにつれてティーカップを逆さまにしたような形状が現れた。前後のパーツの製作が完成したのち、両者を垂直にしてリベット接合し、1つの船体となった。用いられたリベットは約350万本に及んだ。
船体外殻の剛性と強度を確保するため、船体断面の要所要所に円形の肋材（フレーム）が加えられた。さらに、肋材間を前後方向に繋ぐよう、軽量の縦通材（ロンジロン）が配置された。ZMC-2のこの船体は、構造力学的にはセミモノコック構造であり、内部はさながら巨大な鳥かごのようであった。
ZMC-2の浮揚ガスには、ヘリウムガスが用いられた。ヘリウムガスは直接船体に封入され、布などによるガス袋は用いられなかった。ヘリウムガスは空気と混じりやすく一度混合すると分離が難しい性質を持つため、ZMC-2の船体にヘリウムガスを入れるのは事前の予想より難航した。船体内を純粋なヘリウムで満たすためには、事前に船体から空気を抜いておく必要があった。そこで封入作業は2段階に分けられた。まず空気より重くヘリウムと混合しにくい二酸化炭素で船体内を満たし、次にヘリウムを入れて二酸化炭素を抜くこととなった。封入作業の直前に、船体が二酸化炭素で満たされると、重さが数千ポンド増えることが危惧された（1,000ポンドは約450キログラム）。そこで船体破壊を防ぐための補強作業が実施され、これに数週間を要した。空気の入れ替えのため、船体の下部と上部にそれぞれパイプが接続された。第1段階では、二酸化炭素は船体下側から送り込まれ、上側から空気が抜かれた。次に、上側のパイプからヘリウムを送り込みつつ、下側のパイプから二酸化炭素を抜かれた。
ZMC-2の建造にかかった費用は、ZMC-1の費用も含めて750,000ドルだった。このうち、アメリカ海軍が300,000ドルを支払い、エアクラフト・ディベロプメント社が残りの450,000ドルを負担した。

## 構造・外観
ZMC-2の船体外形は、流線型で前方が太く船尾側が細長いティアドロップ（涙滴）形である。船体寸法は、全長149フィート5インチ（約45.5メートル）、最大直径52フィート8インチ（約16.1メートル）で、総体積202,200立方フィート（約5,726立方メートル）である。
船体外壁は、厚さ0.24ミリメートルのアルクラッド材で構成された。アルクラッドの薄板は約350万本のリベットで接合され、つなぎ目はコンパウンドで丁寧に埋められた。ツェッペリン飛行船で用いられたゴールドビータース・スキンと呼ばれる牛の盲腸から作ったガス嚢よりも気密性が高かった。船体の構造は、輪切り状に等間隔に並んだ円形の肋材（フレーム）とそれらを前後につなぐ縦通材（ロンジロン）、そして外壁で応力を分担するセミモノコック構造であり、軽量で丈夫という特徴を持つ。船体の縦通材は等間隔に24本、肋材は12本、外壁は厚さは0.24ミリメートルアルクラッド材で覆われた。肋材のうちの5本は強い構造部材で、そのうちの特に3本で、ゴンドラ、エンジン、係留索などの集中荷重を受け持つ構造だった。残りの肋材は船体形状を維持する役割であり、軽量な構造であった。
ゴンドラは、船体前方に位置する最大直径となるあたりの下部に取り付けられていた。ゴンドラの全長は24フィート（約7.3メートル）で幅は6フィート6インチ（約2メートル）である。ゴンドラ内には操縦装置、無線機器、燃料タンクなどを備え、操縦士2名、整備士1名、さらに約4名を収容できる。
ZMC-2の全長は直径の2.8倍であったが、これは飛行船としては太く短い方で、構造力学的に曲げに強い形状である。一方、このような比率は飛行力学の理論上は不安定になるが、風洞実験の結果を踏まえて、安定板の枚数を8枚として比較的前方に配置することで安定性を確保していた。安定板は、船体の周囲に等間隔に配置され、4枚が水平安定板、残る4枚が垂直安定板の役割を果たした。安定板の外壁もアルクラッド材が用いられた。水平安定板と垂直安定板の後縁にはそれぞれ昇降舵と方向舵が備わっていた。舵はゴンドラから伸びる操縦索で操作されたが、船体上側の方向舵2枚には索が繋がっていなかった。
ZMC-2の浮揚ガスはヘリウムガスが用いられ、船体に直接封入された。船体内のガスは、大気圧や温度に依存して膨張、収縮する。そこで、ZMC-2の船体内に、バロネットと呼ばれる空気房が設けられた。バロネットは船体の前方と後方に1区画ずつ設けられ、体積はそれぞれ640立方メートル、793立方メートルであった。バロネットは伸縮性の布で覆われた空気袋であり、通常の空気を出し入れすることができる。バロネット内の空気量を調整することで、ヘリウムを失うことなく船体の内圧を調整することができる。また、バロネット内の空気量を増減することでヘリウムガスの体積を増減させて、上昇下降の制御も行われた。さらに、船首側と船尾側のバロネットのバランスを変えることで、船首の上げ下げ（ピッチ）の制御も行われた。
エンジンは220馬力の「ライト・ホワールウインド」エンジンが2発で、ゴンドラの左右に伸びた支柱の先に取り付けられていた。プロペラはエンジン前方に取り付けられ、いわゆる牽引式配置だった。
降着装置は、当初は中空のスティール製ボールが用いられ、ゴンドラに3点式で配置された。このスティール製ボールは、抗力を低減して飛行速度を高めるためアメリカンフットボールのような形状をしていた。しかし、のちに旋回可能な一般的なタイヤに置き換えられた。
建造から解体まで、ZMC-2の船体に塗装は施されず、表面に "US Navy" と "ZMC-2" と表記されただけであった。

## 運用
ZMC-2は、世界唯一の全金属飛行船として完成した。1929年8月19日に初飛行し、1か月後には運用拠点となるアメリカ・ニュージャージー州のレイクハーストに移った。ZMC-2はアメリカ海軍によって運用され、"Tin Blimp" (ブリキの飛行船) の愛称で呼ばれた。
ZMC-2は、アメリカ海軍で12年間運用され、全て実験や実証目的であった。約20万立方フィートという船体体積は、商業用途には小さかったが、実験用としては十分な大きさであった。軍の訓練用飛行船としてみると、軟式飛行船よりも適した性能と特性を示した。さらに、全金属飛行船は重量面でも軟式飛行船と比べて遜色ないことも示された。ZMC-2によって、全金属飛行船の実現可能性だけでなく、実用性も実証された。
ZMC-2は、太陽光による加熱や冷却効果の影響を受けやすく、送風機による内圧調整がなければ、夕刻には空気漏れや座屈を起こすことがあった。一方で、運用中のZMC-2から浮揚ガスが拡散する割合は、布製の船体をもつ軟式飛行船よりも小さかった。これにより、ヘリウムガスの補充は軟式飛行船よりも少なく済んだ。
ZMC-2は、運用期間中ほぼ無故障であった。運用拠点をレイクハーストへ移して間もなくの頃、一度だけ大きな事故があった。ハードランディングしてしまい、ゴンドラが船体底部を押し込んでしまった。船体内のヘリウムを抜くことができなかったため、窒息事故の危険があり修理は難航した。最終的に、建造に参加した技術者が呼び出され、気密服を着用して船体内に入り修理を行った。
ZMC-2の構造重量は総浮力の50パーセント以上を占め、経済的に成立する上限と言われる30パーセントをはるかに超えていた。また、短く太い船体形状のため、荒天時の操縦は難しかったとも言われている。ZMC-2は実証飛行で全ての仕様項目を満たしたものの、海軍が本気で興味を示すことはなかった。初飛行からちょうど10周年の1939年8月19日に記念飛行を行ったのが記録に残る最後の飛行だった。その後、1940年6月14まで地上保管されたのち、最終的に解体され、ゴンドラと機器類は学生向けの訓練施設に転用された。ZMC-2の総飛行回数は752回、総飛行時間は2,265時間、飛行距離は80,000マイル（約128,747キロメートル）であった。
エアクラフト・ディベロプメント社は後継機の開発も構想していた。1931年頃には、アメリカ軍はドイツの飛行船グラーフ・ツェッペリン号よりも巨大な全金属飛行船を構想していた。それは、40,000ポンド（約18トン）を運搬でき、600ないし800馬力のエンジンを8基備え、時速100マイル（時速約160キロメートル）で飛行でき、ZMC-2の40倍もの大きさとなる飛行船だった。しかし、世界恐慌の煽りを受けて1932年にエアクラフト・ディベロプメント社は破産し、後継機が実現することはなかった。

## 主要諸元
注釈のないものは、Carr & Good (1930, p. 227)による。
- 乗員数：3名[24]
- 船体全長：149 ft 5 in（約45.5 m）
- 船体最大直径：52 ft 8 in（約16.1 m）
- 船体総体積：202,200 ft3（約5,726 m3）
- ゴンドラ全長：24 ft（約7.3 m）
- ゴンドラ全幅：6 ft 6 in（約2 m）
- エンジン：ライト・ホワールウインド 2基[15]
- 出力：220馬力（1基あたり）[15]
- プロペラ直径：9 ft 2 in（約2.7 m）
- 総浮揚力：12,242 lbs（5,553 kg）
- 空虚重量：9,113 lbs（約4,134 kg）
- 静的上昇限度：9,000 ft（約2,743 m）
- 最大速度：62 mph（約100 km/h）
- 巡航速度：50 mph（80 km/h）
- 航続距離：680 mi（約1094 km）†

† 燃料250ガロン（約946リットル）、巡航速度での飛行時